# Morpho cyanites
Morpho cyanites är en fjärilsart som beskrevs av Hans Fruhstorfer. Morpho cyanites ingår i släktet Morpho och familjen praktfjärilar. Inga underarter finns listade i Catalogue of Life.